# 窄肢中溪蟹
窄肢中溪蟹（学名：Mediapotamon angustipodum）为溪蟹科中溪蟹属的动物。在中国大陆，分布于广西等地，常栖息于海拔739米的山区溪流石块下。